# EncFS
EncFS je svobodný systém šifrování souborů založený na FUSE. Umožňuje uživateli transparentně využívat zašifrované soubory, u kterých šifruje i názvy. Funguje na operačních systémech Linux, FreeBSD, Mac OS X a Microsoft Windows a je dostupný pod licencí GNU GPL.
Protože se nešifruje celý diskový oddíl, respektive celý souborový systém, ale jen jednotlivé soubory, některé informace zůstávají veřejné. Není skryt počet souborů, jejich velikost, ani jejich oprávnění. Na druhou stranu není potřeba předem rezervovat prostor určité velikosti určený pro šifrovaná data – jsou to soubory jako každé jiné. Také je možné provádět zálohování jen nedávno změněných souborů. Případné částečné poškození jednoho souboru nijak neohrozí čitelnost ostatních souborů a chyby na úrovni souborového systému jsou nadále opravitelné nástroji typu fsck. Používáním EncFS také nejsou dotčeny některé optimalizační techniky, například TRIMování u disků typu SSD.
EncFS může v závislosti na dostupných knihovnách použít různé šifry, například AES nebo Blowfish.